# Гамбуччи, Андре
Андре Питер «Энди» Гамбуччи (англ. Andre Peter "Andy" Gambucci; 12 ноября 1928, Эвлет, штат Миннесота, США — 24 сентября 2016, Колорадо-Спрингс, штат Колорадо, США) — американский хоккеист, серебряный призёр зимних Олимпийских игр в Осло (1952).

## Спортивная карьера
Окончил в Колледж Колорадо, где наряду играл в хоккей, бейсбол и американский футбол. В составе клева Colorado College Tigers трижды выходил в плей-офф первенства NCAA в 1950 г. вместе с партерами по студенческой команде становится чемпионом лиги. Закончил свою университетскую карьеру, набрав 91 очко (62 гола, 29 передач). Как нападающий футбольной команды он побил рекорд легендарного голландца Кларка с 16 приземлениями и занял четвертое место в национальном зачете в 1952 г.
На зимних Олимпийских играх в Осло (1952) в составе национальной сборной США стал серебряным призером.

## Дальнейшая карьера
После окончания колледжа отказался от возможности попробовать себя в клубе НХЛ «Бостон Брюинз», вместо этого отправился в качестве игрока и тренера в Италию. Вернувшись в Колорадо-Спрингс, он начал 22-летнюю карьеру в качестве хоккейного чиновника и судьи в Западной хоккейной ассоциации колледжей.
Также успешно занимался страховым бизнесом, в конечном итоге с 1982 по 1995 г. занимал пост старшего вице-президента и директора по маркетингу компании Acordia of Colorado. После ухода на пенсию он продолжал работать в качестве консультанта Acordia Mountain West Inc.
Он дважды был введен в Зал славы легкой атлетики Колорадо-Спрингс — индивидуально в 2004 г., а затем в 1998 г. в качестве члена хоккейной команды -национального чемпиона 1950 г. Также включен в Залы славы спортивных состязаний Колорадо и Колорадо-Спрингс.